# Suemus tibelloides
Suemus tibelloides là một loài nhện trong họ Philodromidae.
Loài này thuộc chi Suemus. Suemus tibelloides được Lodovico di Caporiacco miêu tả năm 1947.